# Strážky (Křimov)
Strážky (deutsch Troschig) ist ein Ortsteil der Gemeinde Křimov in Tschechien.

## Geographie
Strážky liegt sieben Kilometer nordwestlich des Stadtzentrums von Chomutov nördlich des Höllentales der Hutná auf dem Kamm des sächsisch-böhmischen Erzgebirges. Östlich des Dorfes entspringt die Hačka. Im Norden erhebt sich der Klenovec (Klingerberg, 757 m), im Südosten die Jedlina (Tännichhübel, 676 m) und im Südwesten der Kopec strážecký (Troschiger Hübel, 686 m). Südlich wird Strážky von der Staatsstraße I/7 von Chomutov nach Reitzenhain umfahren.
Nachbarorte sind Suchdol, Třetí Dolský Mlýn und Druhý Dolský Mlýn, První Dolský Mlýn und Domina im Nordosten, Horní Ves und Černovice im Südosten, Málkov und Zelená im Süden, Lideň im Südwesten, Nebovazy und Celná im Westen sowie Křimov im Nordwesten.

## Geschichte
Die erste schriftliche Erwähnung des Ortes erfolgte 1281, als Chotěboř von Retschitz das Gut Krimove einschließlich der zugehörigen Dörfer dem Deutschritterorden in Komotau überließ. Nach längeren Streitigkeiten mit der Böhmischen Krone nutzte Wenzel IV. 1410 nach der Schlacht bei Tannenberg die Schwäche des Ordens und konfiszierte dessen Besitz. 1411 verwies Wenzel den Orden des Landes. Nachfolgend wurde das Dorf Teil der Herrschaft Komotau. 1560 erfolgte eine weitere gesicherte Erwähnung. Bei ihrem Freikauf aus der Untertänigkeit kaufte die Stadt Komotau im Jahre 1605 auch das Dorf Droška / Droschig. Seine Bewohner wurden fortan dem der Freien Königlichen Stadt gehörigen Gut Schönlind frondienstpflichtig. Am Droschig führte ein alter Landessteig nach Sachsen vorbei, der später zur Kaiserstraße ausgebaut wurde. Die Bewohner lebten von der Viehzucht, Landwirtschaft und der Arbeit im Forst. In Heimarbeit wurden Spitzenklöppelei und Gorlnäherei betrieben. Schulort war Domina, Pfarrort Krima. Im 19. Jahrhundert entstand in Droschig eine eigene Dorfschule. 1847 hatte Droschig 99 Einwohner.
Nach der Aufhebung der Patrimonialherrschaften bildete Droschig ab 1850 einen Ortsteil der politischen Gemeinde Domina in der Bezirkshauptmannschaft Komotau. 1869 bestand Droschig aus 18 Häusern. Im Jahre 1878 entstand die Gemeinde Droschig / Stračky, zu der auch die Einschicht Droschiger Hübel / Kopec strážecký – ein Gasthaus – gehörte. Im Jahre 1921 bestand die Einwohnerschaft aus 141 Menschen, die allesamt der deutschen Volksgruppe angehörten. 1921 änderte sich der deutsche Name des Dorfes in Troschig und der tschechische in Strážky. Nach dem Münchner Abkommen wurde die Gemeinde 1938 dem Deutschen Reich zugeschlagen und gehörte bis 1945 zum Landkreis Komotau. 1939 lebten in Troschig 132 Menschen. In den letzten Tagen des Zweiten Weltkrieges führte am 16. und 17. April 1945 ein Todesmarsch von KZ-Häftlingen von Reitzenhain über Ulmbach, Sebastiansberg, Neudorf, Domina, Schönlind, Oberdorf und Komotau an Troschig vorbei ins Nordböhmische Becken. Nach dem Ende des Krieges kam Strážky zur Tschechoslowakei zurück und die deutschen Bewohner wurden vertrieben. 1950 bestand Strážky aus 21 Wohngebäuden und hatte 58 Einwohner. Im Jahre 1951 erfolgte die Eingemeindung nach Domina. Zu Beginn des Jahres 1961 wurde Strážky zusammen mit Domina nach Křimov eingemeindet. Die Einwohnerzahl sank in der Folgezeit bis vier im Jahr 1991 zurück. Bei der Volkszählung von 2001 lebten in den sieben dauerhaft zu Wohnzwecken genutzten Häusern des Dorfes 16 Menschen.
Die Kapelle von Strážky wurde 1969 abgerissen.

## Entwicklung der Einwohnerzahl
| Jahr | Einwohnerzahl |
| ---- | ------------- |
| 1869 | 140           |
| 1880 | 112           |
| 1890 | 117           |
| 1900 | 113           |
| 1910 | 111           |

| Jahr | Einwohnerzahl |
| ---- | ------------- |
| 1921 | 141           |
| 1930 | 159           |
| 1950 | 58            |
| 1961 | 49            |
| 1970 | 40            |

| Jahr | Einwohnerzahl |
| ---- | ------------- |
| 1980 | 7             |
| 1991 | 4             |
| 2001 | 16            |
| 2011 | 32            |

## Sehenswürdigkeiten
- Höllental der Hutná, südlich des Dorfes